# Santa Cecilia del Alcor
Santa Cecilia del Alcor ist ein nordspanisches Dorf und Hauptort einer Gemeinde (municipio) mit 92 Einwohnern (Stand: 2024) in der Provinz Palencia in der Autonomen Gemeinschaft Kastilien-León. 

## Lage und Klima
Santa Cecilia del Alcor liegt in der Region Tierra de Campos auf der kastilischen Hochebene in einer Höhe von ca. 850 m. Die Provinzhauptstadt Palencia befindet sich mit ihrem Stadtzentrum etwa 17 Kilometer (Fahrtstrecke) nordöstlich.
Das Klima im Winter ist durchaus kalt, im Sommer dagegen warm bis heiß; die eher spärlichen Regenfälle (ca. 470 mm/Jahr) fallen überwiegend im Winterhalbjahr.

## Bevölkerungsentwicklung
| Jahr      | 1970 | 1981 | 1991 | 2001 | 2011 | 2021 |
| --------- | ---- | ---- | ---- | ---- | ---- | ---- |
| Einwohner | 219  | 194  | 177  | 160  | 132  | 107  |

## Sehenswürdigkeiten

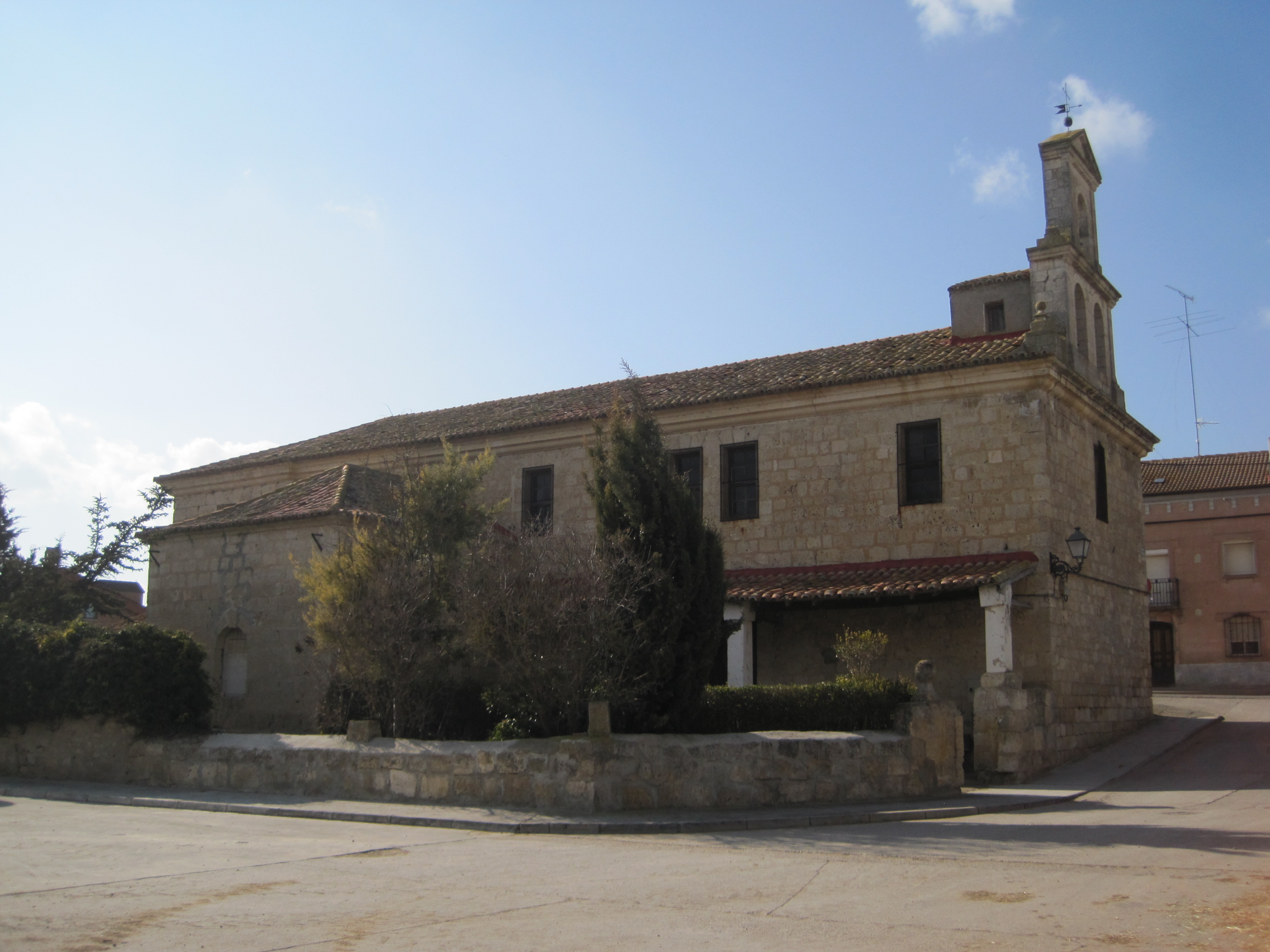
Michaeliskirche
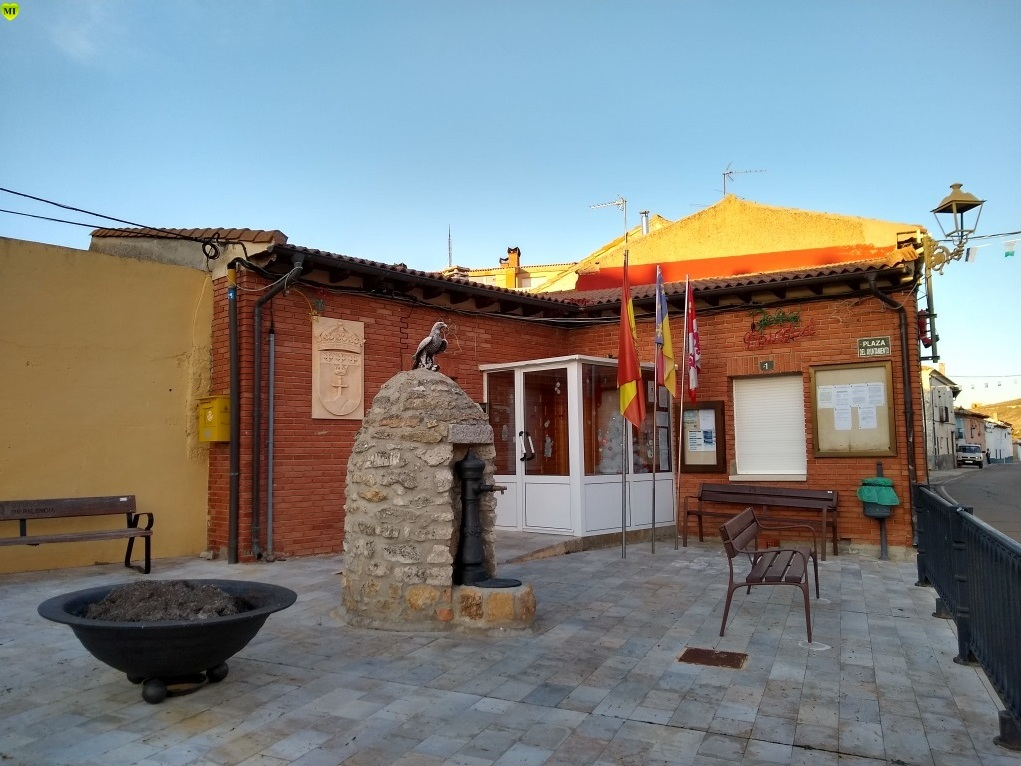
Rathaus

- Michaeliskirche
- Rathaus